# Red-Queen-Hypothese
Als Red-Queen-Hypothese (auch Red-Queen-Dynamik oder Red-Queen-Modell) bezeichnet man eine wissenschaftliche Hypothese der Evolutionsbiologie, wonach biologische Arten aufgrund beständigen Konkurrenzdrucks ständig neue adaptive Anstrengungen und Weiterentwicklungen hervorbringen müssen, um nicht unterzugehen. Außerdem werden damit zwei basale Phänomene erklärt: der evolutionäre Vorteil der aus evolutionsbiologischer Sichtweise eigentlich wenig effektiven sexuellen Fortpflanzung und das ständige „Wettrüsten“ konkurrierender Organismen (Parasit-Wirt, Beute-Jäger).

## Hypothese
Die Hypothese wurde 1973 von Leigh Van Valen vorgeschlagen, der sie Lewis Carrolls Alice hinter den Spiegeln entlehnte. Die darin auftretende Rote Königin erklärt der neugierigen Alice: „Hierzulande musst du so schnell rennen, wie du kannst, wenn du am gleichen Fleck bleiben willst.“ Van Valen verglich in seiner Arbeit die Existenzdauer (zwischen erster und letzter Dokumentation im Fossilbeleg, angenähert zwischen Artbildung und Aussterben) von Mitgliedern aus ca. 50 großen, unterschiedlichen Organismengruppen. Nach seinen Beobachtungen sei das Aussterberisiko einer Gruppe zu einem bestimmten Zeitpunkt unabhängig von ihrer Existenzdauer, also dem geologischen Alter; einige Fassungen der Evolutionstheorie sagen dagegen eher aus, dass es viel unwahrscheinlicher sei, dass eine bereits lange bestehende Gruppe ausstirbt, da sie viel mehr Zeit hatte, sich perfekt an die Umwelt anzupassen. Van Valen bemerkte dazu, dass sich offensichtlich die tatsächlichen Umweltbedingungen für jede Gruppe mit annähernd konstanter Rate verändern (das heißt in der Regel: verschlechtern), so dass der Gruppe eine lange Historie erfolgreicher Adaptationen für die Zukunft nichts nützt. Sie müssen sich also ständig verändern, um ihre einmal errungene Position zu behaupten.
Der Zusammenhang wurde als Red Queen Effect oder Van Valen’s law häufig von der Betrachtung makroevolutionärer Zusammenhänge auf andere Bereiche übertragen, zum Beispiel auf koevolutionäres „Wettrüsten“, z. B. zwischen Räubern und Beute bzw. Wirt und Parasit. Auch zur Erklärung der Unterschiede zwischen den Geschlechtern infolge der sexuellen Selektion wurde das Phänomen herangezogen. Veränderungen in einem Geschlecht, die die Paarungswahrscheinlichkeit erhöhen, ziehen demnach Reaktionen des anderen Geschlechts nach sich, so dass sich die grundlegenden Verhältnisse bei ständigem Wandel der Einzelheiten kaum verändern.
Der Evolutionsbiologe Graham A. C. Bell übertrug das Bild der Red Queen 1980 auf den Nutzen der geschlechtlichen Fortpflanzung generell: Auf einer mikroevolutionären Ebene erlaube die sexuelle Fortpflanzung eine schnellere Anpassung, da sie alle Nachkommen einer Art zu experimentellen Mischungen aus den Genen der beiden Eltern mache, und so die Art besser befähige, eine eroberte ökologische Nische zu halten.
Van Valens These ist in ihrem ursprünglichen Zusammenhang (der Existenzdauer von Gattungen oder Familien in geologischen Epochen) später von anderen Forschern kritisiert worden, die aus ihren Daten doch einen Zusammenhang zwischen Existenzdauer und Aussterbewahrscheinlichkeit zu beobachten meinen.
Das von Van Valen geprägte Sprachbild ist aber fest in der Wissenschaftssprache etabliert. So wird bspw. für Freiwilligenarbeit in Öffentliche-Güter-Spielen ein Rote-Königin-Mechanismus beschrieben.
Als entgegengesetzte wissenschaftliche Hypothese gilt die 1999 aufgestellte Hofnarren-Hypothese von Anthony Barnosky, wonach abiotische Umweltfaktoren statt evolutionsbiologischen Konkurrenzdrucks die treibende Kraft hinter der Artenentwicklung sind.